# U-977
Unterseeboot 977 foi um submarino alemão do Tipo VIIC, pertencente a Kriegsmarine usado para treinamento durante a Segunda Guerra Mundial, que fugiu para a Argentina após a rendição da Alemanha. A viagem do submarino para a Argentina juntamente com outro submarino, o U-530 (cuja tripulação também tinha decidido fugir para o país sul americano), levantou muitas lendas, histórias apócrifas e teorias da conspiração: que tinham transportado líderes nazistas fugitivos (incluindo o próprio Hitler) e/ou ouro nazista para a América do Sul, que suas viagens teriam sido feitas sem escalas, que teriam feito uma viagem secreta à Antártida, ou mesmo que estariam envolvidos no afundamento do cruzador brasileiro Bahia como o último ato da Batalha do Atlântico.

## Fuga para a Argentina
Após a rendição da Alemanha na passagem 8-9 maio de 1945, o comandante do submarino, Schäffer decidiu navegar para a Argentina, em vez de se entregar às forças aliadas. Schäffer ofereceu aos tripulantes casados a opção de desembarcar em terra na Europa. 16 escolheram fazê-lo e foram desembarcados em botes na ilha de Holsenøy, perto de Bergen, na costa oeste da Noruega, em 10 de maio.
O U-977, em seguida, partiu para a Argentina. A versão de Schäffer da viagem afirma que 10 de Maio a 14 de julho de 1945 o U-977 iniciou uma viagem de submersão no modo "Schnorchel" contínua, de 66 dias, a segunda maior na guerra (depois da de 68 dias do U-978). O submarino só parou em Cabo Verde para uma pequena pausa, e em seguida, completou o restante da viagem alternando passagens na superfície com imersas, chegando em Mar del Plata, Argentina, em 17 de agosto, após 99 dias no mar a partir de Bergen em uma viagem de 7.644 milhas náuticas (14.157 kms).
Após se entregarem às autoridades argentinas, a exemplo da tripulação do U-530, foram extraditados para os EUA aonde responderam a acusação de terem torpedeado o cruzador Bahia, e em seguida à Gra-Bretanha onde responderam acusações de terem desembarcado ilegalmente líderes nazistas antes de se entregarem. Schaeffer foi solto em 1947. O U-977 a exemplo do U-530 foi apreendido pela marinha americana, e afundado durante exercício de tiro da mesma em 1946, quando foi usado como alvo.

## Comandantes
| Comandante            | Data                                 |
| --------------------- | ------------------------------------ |
| Kptlt. Hans Leilich   | 6 de maio de 1943 - março de 1945    |
| Oblt. Heinz Schaeffer | março de 1945 - 17 de agosto de 1945 |

## Subordinação
Durante o seu tempo de serviço, esteve subordinado às seguintes flotilhas:
| Período                                        | Flotilha                                      |
| ---------------------------------------------- | --------------------------------------------- |
| 6 de maio de 1943 - 30 de setembro de 1943     | 5. Unterseebootsflottille (treinamento)       |
| 1 de outubro de 1943 - 28 de fevereiro de 1945 | 21. Unterseebootsflottille (submarino escola) |
| 1 de março de 1945 - 8 de maio de 1945         | 31. Unterseebootsflottille (treinamento)      |